# Anolis aequatorialis
Anolis aequatorialis (екваторіальний аноліс) — вид ігуаноподібних ящірок родини анолісових (Dactyloidae). Мешкає в Колумбії і Еквадорі.

## Опис

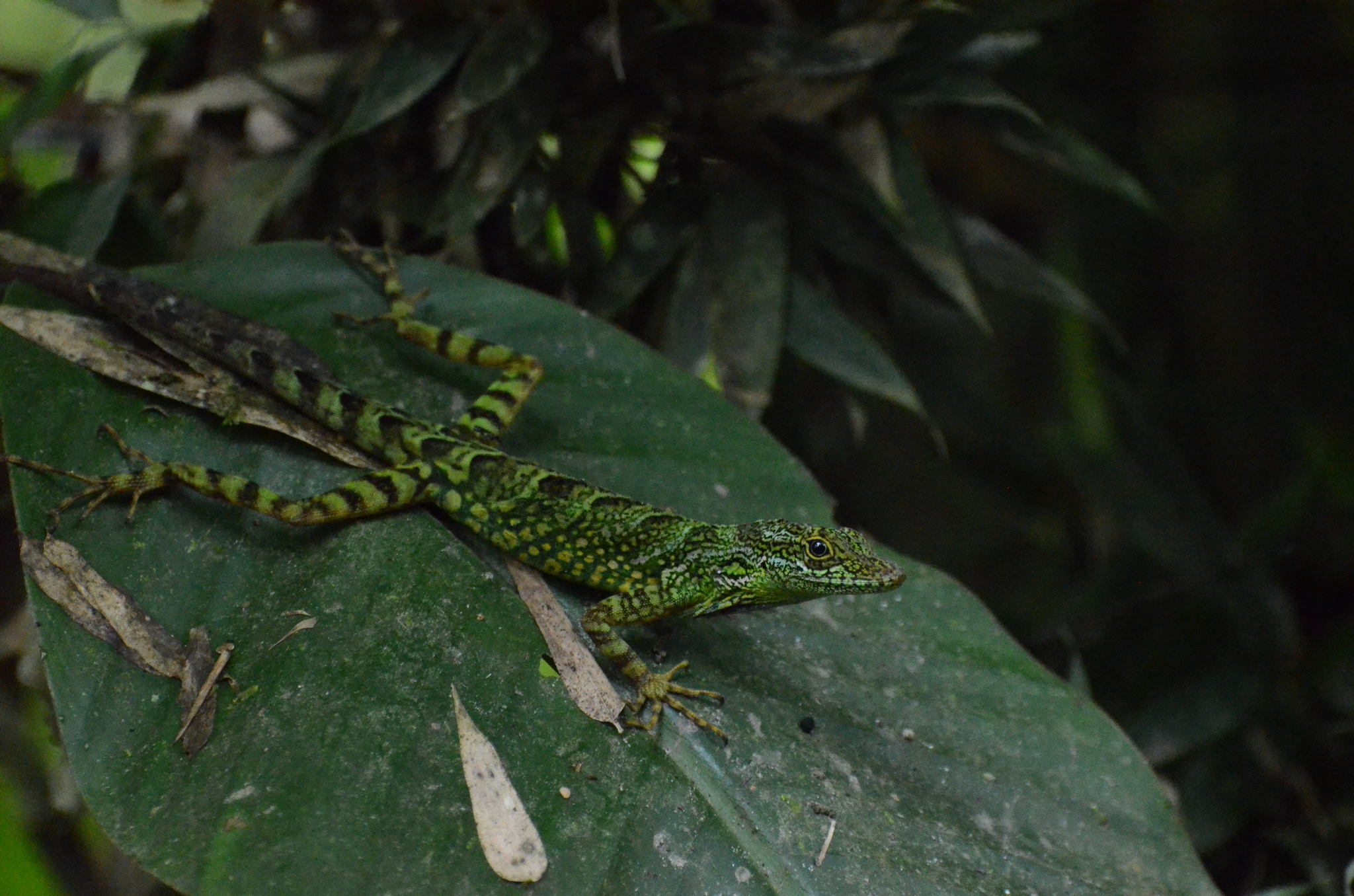
Екваторіальний аноліс

Довжина самців екваторіальних анолісів становить 9,2 см, самиць 8,3 см. Голова загострена, тіло струнке. Верхня частина тіла оливково-зелена, темно-зелена, жовтувато-зелена або коричнева, на спині є темні і світлі плями, які можуть формувати смуги. Райдужки блакитні. Горловий мішок світло-зелений або темно-зелений з характерним чорним візерунком, білими і жовтуватими плямками.

## Поширення і екологія
Екваторіальні аноліси мешкають на західних схилах Анд на території Колумбії (Нариньйо і Еквадору (на південь до Болівара). Вони живуть у гірських тропічних лісах і хмарних лісах, на висоті від 950 до 2250 м над рівнем моря. Зустрічаються в нижньому ярусі лісу, на висоті до 3 м над землею.